# Krameriaceae
Krameriaceae es una familia de plantas fanerógamas distribuida por las regiones templadas y subtropicales.
En el sistema APG II está incluida dentro de las Zygophyllaceae. En el sistema Cronquist la familia se incluye en el orden Polygalales.
Cuenta con un solo género, Krameria, con unas  25 especies de arbustos o hierbas perennes. Son plantas parcialmente parásitas. 

## Descripción
Son arbustos, subarbustos o hierbas perennes, tallos teretes; plantas hermafroditas. Hojas alternas, simples o raramente trifoliadas, lineares, lanceoladas, oblanceoladas u ovadas, mucronadas en los ápices, enteras; sésiles o pecioladas. Flores zigomorfas, solitarias en las axilas de las hojas o dispuestas en racimos terminales o laterales, el pedúnculo y el pedicelo separados entre sí por un par de bractéolas; sépalos 4 o 5 indumentados en el envés; pétalos dimorfos, 2 modificados en glándulas rodeando al ovario y (2–) 3 petaloides, pequeños, formando una bandera encima del ovario; estambres (3–) 4, iguales en longitud o didínamos, filamentos fuertes, libres o connados basalmente, anteras dehiscentes por poros apicales; ovario súpero, ovoide, indumentado, coronado por un estilo fuerte, arqueado, glabro, de 1 carpelo por supresión del segundo, con 2 óvulos apicales. Fruto globoso, semejante a una nuez, espinoso, con 1 semilla; semilla globosa, sin endosperma.

## Usos
Varias especies, entre ellas K. ixine, han sido usadas medicinalmente como fuente de astringentes y para problemas que varían desde diarrea hasta trastornos de hígado y riñones.